# Người đẹp và quái vật (phim 2017)
Người đẹp và quái vật (tựa gốc tiếng Anh: Beauty and the Beast) là một phim điện ảnh nhạc kịch kỳ ảo lãng mạn của Mỹ năm 2017 được đạo diễn bởi Bill Condon với phần kịch bản phim do Stephen Chbosky và Evan Spiliotopoulos thực hiện. Dưới sự sản xuất của hai hãng phim Walt Disney Pictures và Mandeville Films, Người đẹp và quái vật được lấy cảm hứng từ bộ phim hoạt hình cùng tên năm 1991 của Disney, đồng thời cũng là tác phẩm chuyển thể từ truyện cổ tích Người đẹp và quái vật của nữ văn sĩ người Pháp Jeanne-Marie Leprince de Beaumont. Phim có sự tham gia của dàn diễn viên nổi tiếng trong đó có Emma Watson vào vai nhân vật chính, cùng với Dan Stevens, Luke Evans, Kevin Kline, Josh Gad, Ewan McGregor, Stanley Tucci, Audra McDonald, Gugu Mbatha-Raw, Ian McKellen và Emma Thompson.
Lấy bối cảnh thời kỳ Bourbon, Pháp, cô gái trẻ Belle bị giam cầm trong một tòa lâu đài nguy nga bởi vị chủ nhân Quái vật dữ tợn, nhưng không ngờ Quái vật lại sớm đem lòng yêu cô. Dần dần, cô biết được Quái vật là một chàng hoàng tử đã bị nguyền rủa cùng với những người hầu bị biến thành những vật dụng liên quan đến công việc của họ. Trước đó, Belle đã rất nhiều lần cự tuyệt lời cầu hôn của gã thợ săn ngạo mạn Gaston, dẫn đến cuộc chiến giữa Gaston và Quái vật.
Quá trình quay phim chính được bắt đầu diễn ra vào ngày 18 tháng 5 năm 2015 tại Shepperton Studios ở Surrey, Anh, và kết thúc vào ngày 21 tháng 8. Người đẹp và quái vật được chiếu ra mắt vào ngày 23 tháng 2 năm 2017 tại Spencer House ở London và được lên lịch công chiếu tại Mỹ vào ngày 17 tháng 3 năm 2017 dưới định dạng tiêu chuẩn, Disney Digital 3-D, RealD 3D, IMAX và Dolby Cinema. Tại Việt Nam, phim được gắn nhãn P và cũng được công chiếu cùng ngày 17 tháng 3 năm 2017 dưới định dạng 2D, 3D, 4DX và IMAX. Bộ phim nhận được nhiều đánh giá phê bình tích cực và đạt doanh thu 977 triệu USD trên toàn cầu với kinh phí 160 triệu USD, trở thành bộ phim có doanh thu cao nhất năm 2017 tính đến hiện tại cũng như phim có doanh thu cao thứ 29 trong lịch sử.

## Nội dung
Lấy bối cảnh nước Pháp thời kỳ Rococo, vào một đêm đông giá rét, một vị hoàng tử tổ chức một buổi dạ hội tại lâu đài của mình, rồi bất chợt một bà lão ăn mày tới và cầu xin chàng đổi một bông hồng lấy một chỗ trú cho bà qua đêm đông. Vị hoàng tử, vì vẻ ngoài xấu xí của bà, đã đuổi bà lão đi, mặc kệ lời cảnh báo của bà về việc đừng bao giờ để bị đánh lừa bởi vẻ bề ngoài. Quay trở lại thân phận thực sự của mình là một phù thủy xinh đẹp, người phụ nữ đã phù phép hoàng tử trở thành một Quái vật khổng lồ và những người hầu của chàng trở thành những đồ dùng trong lâu đài, trước khi xóa ký ức về sự hiện diện của lâu đài của tất cả những người tham dự bữa tiệc. Nữ phù thủy đã bỏ bùa vào bông hồng, và cảnh báo Quái vật rằng, trừ khi chàng học được cách để yêu thương người khác và có được tình yêu của cô gái ấy trước khi cánh hồng cuối cùng rơi xuống, bằng không thì lời nguyền sẽ ở lại với chàng mãi mãi.
Nhiều năm sau, vào những năm 1780s, ở một ngôi làng nhỏ xứ Villeneuve, có một cô gái trẻ tên là Belle sống cùng với cha là ông Maurice, một họa sĩ và thợ làm đồ chơi. Là một cô gái xinh đẹp, thông minh với tính cách phóng khoáng, mơ mộng, không chịu bó mình trong cuộc sống tẻ nhạt xứ Villeneuve nên Belle thường bị dân làng coi là một kẻ lập dị. Gaston, tay cựu binh, cũng là thợ săn đẹp trai cùng làng khiến nhiều cô gái thầm thương trộm nhớ, đã rất nhiều lần đánh tiếng cầu hôn Belle nhưng bị nàng thẳng thừng từ chối bởi sự ngạo mạn và tự luyến thái quá của hắn. Trong một lần chở hàng đi bán, ông Maurice và con ngựa Phillipe bị lạc đường và bị lũ sói tấn công. Họ chạy trốn đến tòa lâu đài ẩn sâu trong rừng để tìm một nơi trú ẩn. Vì lỡ hái một bông hồng trong vườn nên Maurice bị Quái vật tống giam, Phillipe trốn thoát và dẫn Belle đến tòa lâu đài. Mặc cho sự phản đối kịch liệt của cha, Belle đã xin Quái vật cho nàng thế chỗ cha mình và được chấp thuận. Khi đang bị nhốt trong buồng giam, nàng được ngài quản gia Lumière, bị biến thành một cái chân nến bởi lời nguyền, giải thoát và gặp gỡ những con người cùng chung số phận với chủ nhân của tòa lâu đài: Quản gia trưởng Cogsworth - đồng hồ; Bà Potts - ấm trà - cùng cậu con trai Chip - tách trà; nhà soạn nhạc cung đình Maestro Cadenza - đàn harpsichord với vợ là ca sĩ opera, Phu nhân Garderobe - tủ quần áo; và cô hầu gái người yêu của Lumière là Plumette - chổi lông.
Sau khi được mọi người trong lâu đài chiêu đãi bữa tối, Belle đã lang thang đến dãy Tây vốn bị cấm cửa và tìm thấy bông hồng. Quái vật bất ngờ xuất hiện, to tiếng với Belle, khiến nàng rời khỏi tòa lâu đài trong cơn tức giận. Trong lúc dò dẫm giữa rừng, Belle bị đàn sói tấn công và được Quái vật giải cứu. Nàng đã vực Quái vật trở về tòa lâu đài và băng bó vết thương. Dần dần, tình bạn giữa hai người có tiến triển, những người hầu của lâu đài tiết lộ: họ tin Belle có thể là người phá vỡ được lời nguyền. Chẳng bao lâu, Quái vật bắt đầu có cảm tình với Belle, dẫn nàng đến thư viện của người và cùng nàng chia sẻ những vui buồn trong tòa lâu đài rộng lớn. Trong khi tình cảm của Quái vật đã rất rõ ràng thì Belle lại thầm do dự, không chắc chắn với cảm xúc của mình vì sự tự do vẫn còn bị tước đoạt. Quái vật đã cho Belle xem món quà thứ hai của bà phù thủy, một quyển sách có thể dẫn người ta đến bất cứ nơi nào họ muốn, nhưng Quái vật chẳng dùng đến bởi cả thế gian liệu có nơi nào chấp nhận một con quái vật? Belle đã đặt tay lên quyển sách và dẫn cả hai đến một ngôi nhà nhỏ bị bỏ hoang gần Paris. Họ phát hiện ra đây chính là nơi chôn giấu những kí ức đẹp đẽ và đau buồn nhất của ông Maurice, khiến ông không bao giờ muốn nhắc lại, khi buộc phải bỏ lại người vợ yêu dấu đương hấp hối để tránh cho đứa bé sơ sinh bị mắc bệnh dịch.
Trong khi đó, ông Maurice quay về Villeneuve, cố gắng thuyết phục dân làng cứu Belle nhưng vô ích. Gaston vờ đồng ý giúp Maurice nhưng khi biết được mục đích thực sự của hắn, hắn đã trói ông lại giữa rừng cho bầy sói. Maurice được cứu bởi người phụ nữ sống ẩn dật tên là Agathe, và quay lại làng để gặn hỏi Gaston tại sao lại muốn giết ông. Hắn thuyết phục dân làng rằng ông cụ bị điên và đòi tống ông vào nhà thương điên ngay lập tức. Quay trở lại lâu đài, sau buổi dạ vũ lãng mạn và lộng lẫy, Belle biết được tình thế nguy hiểm của cha mình nhờ vào tấm gương ma thuật của Quái vật. Vị chủ nhân của tòa lâu đài chứng kiến nỗi đau xót của người con gái mình yêu nên đã đồng ý trả lại tự do cho nàng, cho phép nàng đi cứu cha, đồng thời tặng nàng chiếc gương ma thuật để nàng có thể thấy Người bất cứ lúc nào. Nhận ra Belle đã yêu Quái vật, Gaston đã điên cuồng tống nàng đến nhà thương điên cùng cha và kích động dân làng đi theo hắn giết Quái vật. May mắn thay, hai cha con đã nhanh chóng phá khóa và nàng kịp đuổi theo đám đông cuồng sát.
Trận chiến trong tòa lâu đài diễn ra ác liệt giữa dân làng và những người hầu trung thành của Quái vật. Thất vọng vì bị Gaston bỏ mặc, LeFou đã đứng về phía những người hầu chống lại dân làng. Gaston tấn công Quái vật trên đỉnh ngọn tháp lúc người đang tuyệt vọng đến mức không buồn chống trả. Nhưng khi Belle kịp thời quay lại, cả hai đã chiến đấu quyết liệt. Gaston bị dồn đến chân tường, cầu xin lòng thương của Quái vật và được tha mạng, lại trở mặt bắn lén rồi bị hụt chân rơi xuống từ độ cao hàng trăm thước. Với những vết thương chí mạng, Quái vật hấp hối và trút hơi thở cuối cùng ngay khi cánh hoa cuối cùng rơi xuống, không kịp nghe lời thú nhận chân tình của Belle cùng nụ hôn của nàng. Băng qua tàn dư của trận chiến, đặt chân vào căn phòng của Quái vật nơi dãy Tây, Agathe - chính là bà phù thủy năm xưa - đã dùng pháp thuật đảo ngược lời nguyền, hồi sinh Quái vật cùng hình dạng con người của chàng. Những người hầu được khôi phục nhân dạng, ký ức của người dân về tòa lâu đài bị nguyền rủa cũng được phục hồi. Belle và Hoàng tử tổ chức một buổi khiêu vũ lớn, nơi mà mọi người nhảy múa trong hạnh phúc và tình yêu.

## Diễn viên
- Emma Watson trong vai Belle – một cô gái trẻ xinh đẹp, thông minh, rất cá tính và đam mê sách vở. Với cá tính phóng khoáng, ham học hỏi, không chịu bó buộc bản thân vào cuộc sống tẻ nhạt của ngôi làng xứ Villeneuve, Belle thường bị dân làng coi là một kẻ lập dị khi tự chế ra "cỗ máy" giặt bằng sức ngựa kéo, dạy chữ cho những cô bé trong làng hay từ chối lời cầu hôn của gã thợ săn điển trai Gaston. Để cứu cha, cô đã chấp nhận thành tù nhân của Quái vật, dần dần đã nhận ra ẩn sau lớp lông lá cùng bản tính cộc cằn kia là một trái tim khao khát làm người cháy bỏng.
  - Daisy Duczmal trong vai Belle khi còn là một đứa bé sơ sinh.
- Dan Stevens trong vai Hoàng tử / Quái vật – vì sự ích kỉ và ngạo mạn nên chàng đã bị bà tiên biến thành một con Quái vật với lời nguyền: "Trước khi cánh hoa hồng cuối cùng rơi xuống, nếu không học được cách yêu thương người khác và có được tình yêu của người con gái ấy, ngươi sẽ phải sống trong lốt Quái vật mãi mãi."[8][9]
  - Rudi Goodman đảm nhận vai Hoàng tử lúc còn nhỏ.
  - Adam Mitchell lồng tiếng phần hát cho Hoàng tử khi còn nhỏ
- Luke Evans trong vai Gaston – một cựu binh, anh hùng chiến trận và thợ săn sống tại ngôi làng nơi Belle ở, là kẻ tự luyến và cực kì ngạo mạn, luôn ve vãn, gạ gẫm cầu hôn Belle nhưng bị cô cự tuyệt.
- Kevin Kline trong vai Maurice – cha của Belle, một họa sĩ và người thợ làm đồ chơi. Ông từng sống với vợ tại Paris nhưng vì một dịch bệnh, ông buộc phải bỏ lại người vợ mắc bệnh lại Paris, ẵm cô bé Belle sơ sinh đến ngôi làng xứ Villeneuve. Rất yêu vợ mình và nhìn thấy hình bóng người vợ đã khuất trong đứa con gái nhỏ nên ông bảo vệ Belle hơi quá mức cần thiết. Vì muốn đem một bông hồng cho con gái mà ông đã bị Quái vật tống giam.[10]
  - Jolyon Coy đảm nhận vai Maurice thời trai trẻ.
- Josh Gad trong vai LeFou – người bạn đồng hành vụng về luôn ủng hộ và hùa theo Gaston. Anh là một người đồng tính và có tình cảm với Gaston.[11]
- Ewan McGregor trong vai Lumière – ngài Quản gia vô tư, vui tính và lãng mạn của Hoàng tử / Quái vật, vì lời nguyền nên bị biến thành một cái chân nến.[12]
- Stanley Tucci trong vai Maestro Cadenza – Nhà soạn nhạc cung đình và là chồng của Phu nhân Garderobe, ông bị biến thành một cây đàn harpsichord (trông giống như dương cầm).[13]
- Ian McKellen trong vai Cogsworth – tay Quản gia trưởng hay cằn nhằn nhưng rất trung thành của Quái vật, là người chỉ đạo tất cả người hầu trong lâu đài, ông bị biến thành một chiếc đồng hồ như người bạn thân Lumière.[14]
- Emma Thompson trong vai Bà Potts – Bà Bếp trưởng của lâu đài, bị biến thành một cái ấm trà. Bà là một người phụ nữ dịu dàng và đối xử như một người mẹ với Belle.[10]
- Audra McDonald trong vai Phu nhân Garderobe – một ca sĩ opera giọng soprano người Italia nổi tiếng thế giới, là vợ của Maestro Cadenza, bị biến thành một cái tủ quần áo.
- Gugu Mbatha-Raw trong vai Plumette – cô hầu gái trong lâu đài và là người yêu của Lumière, bị biến thành một cây chổi lông.
- Nathan Mack trong vai Chip – cậu con trai tinh nghịch, lém lỉnh của Bà Potts, bị biến thành một tách trà.[15]
- Adrian Schiller trong vai Ngài D'Arque – tên chủ độc ác của nhà thương điên, bị Gaston mua chuộc nhằm tống ông Maurice vào nhà thương điên để đe dọa Belle.[16]
- Hattie Morahan trong vai Agathe – một người phụ nữ sống ẩn dật tại Villeneuve, cũng chính là bà tiên đã đặt lời nguyền lên Hoàng tử.[16]
  - Morahan còn là người dẫn chuyện cho phần đầu bộ phim.
  - Rita Davies thủ vai thân phận bà cụ ăn mày nghèo khổ của bà tiên ở đầu bộ phim.
- Gerard Horan trong vai Ông Jean Potts – một người thợ làm gốm mất trí nhớ tại ngôi làng Villeneuve, ông là chồng của Bà Potts và là cha của cậu bé Chip.
- Ray Fearon trong vai Cha Robert – mục sư của nhà thờ làng Villeneuve, quản lí một thư viện nhỏ, ông là người tốt bụng và thường cho Belle mượn sách trong thư viện nhà thờ.
- Zoe Rainey trong vai mẹ của Belle – người vợ quá cố của ông Maurice, qua đời vì bệnh dịch khi Belle còn là một đứa trẻ sơ sinh. Theo lời Maurice, bà là một người rất xinh đẹp, thông minh, "khác thường" và "đi trước thời đại", điều này có thể thấy được ở đứa con gái của hai người.
- Henry Garrett trong vai Đức Vua – người cha tàn độc của Hoàng tử, khi Hoàng hậu qua đời, ông đã nuôi dạy Hoàng tử trở thành người có tính cách ngạo mạn và ích kỉ như ông.
- Harriet Jones trong vai Hoàng hậu – người mẹ hiền từ của Hoàng tử, từ trần khi cậu còn nhỏ.
- Clive Rowe trong vai Cuisinier - đầu bếp trưởng của lâu đài, bị biến thành một cái lò nướng.
- Thomas Padden trong vai Chapeau – hầu cận của Hoàng tử, bị biến thành một cái giá móc áo khoác.
- Haydn Gwynne trong vai Clothilde – vợ của Cogsworth, sống tại làng Villeneuve.
- Sophie Reid, Rafaëlle Cohen, và Carla Nella trong vai những cô gái luôn muốn tán tỉnh Gaston.

## Sản xuất

### Phát triển
Disney đã bắt đầu dự án phim dựa trên phiên bản nhạc kịch Broadway năm 1994. Tuy nhiên, trong bài phỏng vấn năm 2011, nhà soạn nhạc Alan Menken phát biểu phiên bản phim của vở nhạc kịch Beauty and the Beast đã bị hủy bỏ".
Đến năm 2014, Walt Disney Pictures bắt đầu phát triển một phiên bản live-action mới được làm lại của Người đẹp và quái thú sau khi hoàn thành các bộ phim live-action huyền ảo như Alice ở xứ sở thần tiên, Tiên hắc ám, Lọ Lem và Cậu bé rừng xanh. Tháng 6 năm 2014, Bill Condon được mời làm đạo diễn bộ phim, với kịch bản được chấp bút bởi Evan Spiliotopoulos. Đến tháng 9 cùng năm, Stephen Chbosky, người từng hợp tác với Emma Watson với vai trò đạo diễn trong Điệu vũ bên lề, được mời để viết lại kịch bản.
Trước khi Condon được mời chỉ đạo bộ phim, Disney đề nghị ông làm lại bộ phim theo hướng như Universal Studios đã làm trong Bạch Tuyết & gã thợ săn (2012). Condon đã phát biểu trong cuộc phỏng vấn, "sau khi Nữ hoàng băng giá được phát hành, xưởng phim thấy rằng đây là một sự gặp gỡ lớn mang tầm quốc tế với cách tiếp cận nhạc kịch truyền thống. Nhưng ban đầu họ nói, 'Chúng tôi rất hứng thú với nhạc kịch, nhưng chỉ khi một nửa tác phẩm là những bài hát.' Sự hứng thú của tôi được thể hiện trong bộ phim này và thực hiện nó theo một phương pháp mới — live-action — như là một bộ phim điện ảnh nhạc kịch hoàn toàn. Nên tôi đã rời đi một lúc và họ quay lại và nói: 'Không, không, không, chúng tôi chấp nhận, hãy thực hiện theo cách đó.'" Chủ tịch sản xuất của Walt Disney Pictures, Sean Bailey, đã công nhận với Alan F. Horn, chủ tịch của Walt Disney Studios, về quyết định thực hiện bộ phim theo phong cách nhạc kịch: "Chúng tôi đã làm việc trong năm hoặc sáu năm, và giờ là 18 tháng cho 2 năm. Người đẹp và quái vật vốn là một dự án điện ảnh nghiêm túc, và bản thảo được viết để phản ánh điều đó. Nó vốn không phải là một vở nhạc kịch. Nhưng chúng tôi không thể chỉ việc bắt tay vào làm và Alan Horn đã bảo vệ cho ý tưởng sở hữu Disney của tất cả chúng. Chúng tôi nhận ra có một sự thuận lợi mang tính cạnh tranh trong những ca khúc. Điều gì sẽ xảy ra khi khiến người lớn quay trở về tuổi thơ?"

### Tuyển chọn diễn viên
Tháng 1 năm 2015, Emma Watson phát biểu rằng cô sẽ đóng vai Belle, nhân vật nữ chính. Hai tháng sau, Luke Evans và Dan Stevens tiết lộ sẽ đảm nhận vai diễn Gaston và Quái vật, và Watson xác nhận về buổi thử vai vào ngày hôm sau trên Twitter. Các diễn viên nổi tiếng khác – Josh Gad, Emma Thompson, Kevin Kline, Audra McDonald, Ian McKellen, Gugu Mbatha-Raw, Ewan McGregor và Stanley Tucci – cùng công bố sẽ nhận các vai LeFou, Bà Potts, Maurice, Phu nhân Garderobe, Cogsworth, Plumette, Lumière và Cadenza trong khoảng tháng 3 và tháng 4 cùng năm.
Susan Egan, từng thủ vai Belle trong vở nhạc kịch Broadway cùng tên, đã nhận xét buổi thử vai của Emma Watson "hoàn hảo". Paige O'Hara, người lồng tiếng cho Belle trong phiên bản hoạt hình gốc cũng như những bộ phim sau đó, đã được mời hỗ trợ Watson luyện thanh.

### Quay phim
Khâu quay phim chính của bộ phim được bắt đầu tại Shepperton Studios ở Surrey, Anh vào ngày 18 tháng 5 năm 2015. Việc quay phim với các diễn viên chính được thực hiện vào ngày 21 tháng 8. Sáu ngày sau, nhà sản xuất Jack Morrissey xác nhận bộ phim đã được đóng máy về cơ bản.

### Âm nhạc
Khi được phát hành vào năm 1991, Người đẹp và quái thú đã đánh dấu bước ngoặt của hãng Walt Disney Pictures khi đã thu hút hàng triệu người hâm mộ với phân nhạc nền đoạt giải Oscar do hai nhạc sĩ Howard Ashman và Alan Menken thực hiện. Theo ý kiến của Bill Condon, phần nhạc nền phim nguyên bản là lý do chính khiến anh đồng ý làm đạo diễn cho phiên bản live-action của phim. Frank Rich mô tả nó là nhạc kịch Broadway hay nhất của năm 1991. Phiên bản hoạt hình mang màu sắc tối tăm hơn mà cũng hiện đại hơn phiên bản cổ tích trước đây của Disney. Mang theo tầm nhìn đó, đưa nó vào một môi trường mới, làm cho nó một sự tái tạo triệt để, một vài thứ không chỉ dành cho sân khấu bởi vì nó không phải là chỉ là câu chữ, bây giờ các yếu tố khác phát huy tác dụng. Không chỉ có diễn viên người thực làm được".

## Phát hành
Vào ngày 16 tháng 3 năm 2015, Disney xác nhận Người đẹp và quái vật được công chiếu dưới định dạng 3D vào ngày 17 tháng 3 năm 2017. Họp báo chính thức về phim được diễn ra tại sự kiện D23 Expo vào tháng 8 năm 2015.
Buổi chiếu ra mắt thế giới của "Beauty and the Beast" diễn ra vào ngày 23 tháng 2 năm 2017 tại Spencer House ở London, Anh; và bộ phim chiếu ra mắt lần đầu tại Nhà hát El Capitan ở Hollywood, California vào ngày 2 tháng 3 năm 2017. Buổi chiếu ra mắt được trực tiếp trên YouTube.

### Tiếp thị
Disney đã dành khoảng 140 triệu USD để tiếp thị bộ phim trên toàn thế giới.

## Phản hồi

### Tại Bắc Mỹ
Ở Hoa Kỳ và Canada, Người đẹp và quái vật đã dẫn đầu bảng xếp hạng doanh số đặt vé của công ty Fandango và trở thành bộ phim gia đình bán chạy nhất lịch sử của công ty này, vượt qua một bộ phim khác cũng của chính Disney là Đi tìm Dory được phát hành năm trước. Các cuộc thăm dò sớm đã dự đoán bộ phim sẽ đạt doanh thu 100 triệu USD trong tuần khởi chiếu, thậm chí một số nguồn tin còn dự đoán con số có thể đạt 130 triệu USD. Vào thời điểm bộ phim còn 10 ngày nữa là khởi chiếu, các nhà phân tích đã nâng mức dự đoán lên 150 triệu USD. Phim đạt doanh thu 16,3 triệu USD từ các phòng vé vào đêm chiếu sớm tối thứ năm, trở thành bộ phim có doanh thu chiếu sớm cao nhất năm 2017 (vượt qua kỉ lục của phim Logan: Người sói), và là bộ phim người đóng có doanh thu chiếu sớm cao nhất trong lịch sử của Disney (vượt qua ky lục của phim Tiên hắc ám), bộ phim dán nhãn G hoặc PG (dành cho mọi khán giả hoặc khán giả nhỏ tuổi có phụ huynh đi kèm) có doanh thu cao nhất trong lịch sử (xếp sau tập thứ sáu của loạt phim Harry Potter có tên Harry Potter và Hoàng tử lai, bộ phim này Watson cũng thủ vai chính), bộ phim phát hành vào tháng ba có doanh thu chiếu sớm thứ ba trong lịch sử (sau các phim Batman đại chiến Superman: Ánh sáng công lý và Đấu trường sinh tử). Người ta ước tính rằng khoảng 41% doanh thu đến từ các phòng chiếu IMAX, phòng chiếu 3D và các phòng chiếu phim khổ lớn đặc biệt, vốn bắt đầu khởi chiếu từ lúc 6 giờ tối, còn 59% doanh thu còn lại đến từ các phòng chiếu 2D truyền thống khởi chiếu lúc 7 giờ tối. Các con số doanh thu được cho là sẽ còn ấn tượng hơn nữa bởi bộ phim được khởi chiếu vào tuần học sinh được nghỉ học.

## Tranh cãi
Trong phiên bản điện ảnh này, LeFou (do Josh Gad thủ vai) là một nhân vật đồng tính, và cũng là nhân vật đồng tính công khai đầu tiên trong một phim điện ảnh của Disney. Sự xuất hiện của chi tiết này gặp phải nhiều ý kiến trái chiều dư luận, cả khen ngợi lẫn lên án phê phán. Chính quyền nước Nga đã xem xét về việc cấm công chiếu Người đẹp và quái vật do vi phạm vào luật cấm tuyên truyền đồng tính tại quốc gia này, nhưng sau đó họ đã quyết định cấm những người dưới 16 tuổi ra rạp xem phim nếu như không có phụ huynh đi kèm. Một rạp chiếu phim tại Henagar, Alabama, Mỹ cũng không công chiếu bộ phim này vì có sự hiện diện của LeFou. Tại Malaysia, ngày công chiếu của phim đã bị trì hoãn bởi Disney Studios. Ủy ban Kiểm duyệt Điện ảnh Malaysia trước đó đã cắt đi chi tiết đồng tính, và chủ tịch ủy ban nói rằng ông cũng không rõ tại sao lịch chiếu phim bị trì hoãn trong khi phim rõ ràng đã được thông qua.